# Drop-in
Il termine drop-in (dall'inglese piccola sosta) individua un tipo di struttura di bassa soglia ideata per accogliere adulti in difficoltà. Solitamente i drop-in sono indirizzati ai tossicodipendenti, essendo parte integrante delle politiche di riduzione del danno, ma negli ultimi anni alcuni hanno cominciato ad accogliere anche persone che non hanno problemi di dipendenza o abuso di sostanze, ma che si trovano comunque in condizione di grave disagio (senza dimora, immigrati clandestini, rifugiati). Le concezioni di drop-in possono cambiare a seconda delle diverse concezioni di riduzione del danno: possono essere semplici luoghi in cui si pratica lo scambio di siringhe e la distribuzione di materiale sterile, indirizzati esclusivamente a tossicodipendenti; possono essere aperti ad un'utenza più ampia, svolgendo soprattutto la funzione di luogo di tregua dalla strada, in cui le persone possono rispondere ad esigenze di base come lavarsi, vestirsi, bere qualcosa di caldo o semplicemente riposarsi; ancora, possono ricoprire un ruolo di "primo contatto" per le persone in difficoltà, che possono cominciare da lì a entrare in relazione con servizi più specifici (Ser.t., servizi sociali, dormitori).